# 小長井誠
小長井 誠（こながい まこと、1949年 - ）は、日本の太陽光発電の研究者。東京工業大学名誉教授、東京都市大学特別教授。東京工業大学教授、応用物理学会会長等を務める。太陽電池、特に薄膜太陽電池に関する業績が多い。半導体や太陽電池の物性に関する教科書の著作も複数ある。

## 経歴
静岡県掛川市生まれ。1968年、静岡県立掛川西高等学校卒業。1972年、東京工業大学工学部電子工学科卒業。1974年、東京工業大学大学院理工学研究科電子工学専攻修士課程修了。1977年、東京工業大学大学院理工学研究科電子工学専攻卒、同年助手。同期に久間和生など。高橋清研究室出身。
1981年助教授、1991年教授、2001年副学長総括補佐、研究戦略室室長補佐兼務、2008年評議員、太陽光発電システム研究センター長兼務。2011年日本学術会議会員。2012年環境エネルギー機構長兼務、文部科学省革新的エネルギー研究開発拠点形成事業研究総括、応用物理学会会長。
2015年定年退職、東京工業大学名誉教授、東京都市大学総合研究所特任教授。2017年日本学術会議連携会員。2019年科学技術分野の文部科学大臣表彰審査委員会委員。2020年東京都市大学総合研究所特別教授。

## 受賞歴
- 1978年 手島精一記念研究賞奨励賞[11]
- 1982年 電気学会学術振興賞、論文賞[11]
- 1988年 手島精一記念研究賞、著述賞（著書、半導体超格子入門）[11]
- 1999年 PVSEC Award[11]
- 2002年 Pioneers Award , World Renewable Energy Network 2002[11]
- 2006年 韓国通商産業エネルギー大臣感謝状[12]
- 2008年 応用物理学会フェロー表彰[12]
- 2009年 文部科学大臣表彰科学技術賞研究部門[12]
- 2013年 紫綬褒章[5]
- 2014年 HAMAKAWA Award[5]
- 2024年 瑞宝中綬章[13]

## 著書
- 太陽電池の基礎と応用、小長井 誠、近藤 道雄、山口 真史、培風館、2010年、ISBN 978-4563067809
- 薄膜太陽電池の基礎と応用、小長井 誠、オーム社、2001年、ISBN 978-4274942631
- 半導体物性、小長井 誠、培風館、1992年、ISBN 978-4563033385

## 参照資料
1. ↑  Webcat Plus 検索結果、2012年4月閲覧
2. 1 2 3 4 5  東京工業大学 研究者検索システム検索結果、2012年4月閲覧
3. ↑  会長挨拶、応用物理学会
4. ↑  2015年春、退職教員インタビュー | 教育TOPICS東京工業大学
5. 1 2 3 4 5 6 7 8  小長井　誠　（コナガイ　マコト）東京都市大学　総合研究所　小長井研究室　（FUTURE-PV研究室）
6. ↑  久間和生氏（4）　医療電子を卒論テーマに 農業・食品産業技術総合研究機構（農研機構）理事長　イノベーション生む国へ日本経済新聞2021年6月29日 4:30
7. ↑  ４枚のウェハが取れる大口径・高品質太陽電池用シリコンインゴット単結晶の作製に成功～太陽電池結晶の低コスト化・高効率化に道を拓く～科学技術振興機構報　第1147号
8. ↑  「歴代会長」応用物理学会
9. ↑  小長井 誠 Makoto Konagai東京工業大学
10. ↑  平成31年度科学技術分野の文部科学大臣表彰受賞者等の決定について文部科学省
11. 1 2 3 4 5  講師紹介、JPEA
12. 1 2 3  ReaD & Researchmap 研究者検索結果、2012年4月閲覧
13. ↑  “令和6年春の叙勲 瑞宝中綬章受章者” (PDF).  内閣府. p. 10 (2024年4月29日). 2024年5月8日閲覧。